# ATP Qatar Open
Qatar Open, cunoscut în prezent drept Qatar ExxonMobil Open, din motive de sponsorizare, este un turneu de tenis profesionist jucat pe terenuri cu suprafață dură în aer liber. În prezent, face parte din seria ATP World Tour 250 a Asociației Profesioniștilor din Tenis (ATP). Are loc anual, în ianuarie, la Complexul Internațional de Tenis și Squash Khalifa din Doha, Qatar, din 1993.

## Rezultate

### Simplu
| An   | Campion                   | Finalist              | Scor                    |
| ---- | ------------------------- | --------------------- | ----------------------- |
| 1993 | Boris Becker              | Goran Ivanišević      | 7–6(7–4), 4–6, 7–5      |
| 1994 | Stefan Edberg             | Paul Haarhuis         | 6–3, 6–2                |
| 1995 | Stefan Edberg (2)         | Magnus Larsson        | 7–6(7–4), 6–1           |
| 1996 | Petr Korda                | Younes El Aynaoui     | 7–6(7–5), 2–6, 7–6(7–5) |
| 1997 | Jim Courier               | Tim Henman            | 7–5, 6–7(5–7), 6–2      |
| 1998 | Petr Korda (2)            | Fabrice Santoro       | 6–0, 6–3                |
| 1999 | Rainer Schüttler          | Tim Henman            | 6–4, 5–7, 6–1           |
| 2000 | Fabrice Santoro           | Rainer Schüttler      | 3–6, 7–5, 3–0 ret.      |
| 2001 | Marcelo Ríos              | Bohdan Ulihrach       | 6–3, 2–6, 6–3           |
| 2002 | Younes El Aynaoui         | Félix Mantilla        | 4–6, 6–2, 6–2           |
| 2003 | Stefan Koubek             | Jan-Michael Gambill   | 6–4, 6–4                |
| 2004 | Nicolas Escudé            | Ivan Ljubičić         | 6–3, 7–6(7–4)           |
| 2005 | Roger Federer             | Ivan Ljubičić         | 6–3, 6–1                |
| 2006 | Roger Federer (2)         | Gaël Monfils          | 6–3, 7–6(7–5)           |
| 2007 | Ivan Ljubičić             | Andy Murray           | 6–4, 6–4                |
| 2008 | Andy Murray               | Stanislas Wawrinka    | 6–4, 4–6, 6–2           |
| 2009 | Andy Murray (2)           | Andy Roddick          | 6–4, 6–2                |
| 2010 | Nikolay Davydenko         | Rafael Nadal          | 0–6, 7–6(10–8), 6–4     |
| 2011 | Roger Federer (3)         | Nikolay Davydenko     | 6–3, 6–4                |
| 2012 | Jo-Wilfried Tsonga        | Gaël Monfils          | 7–5, 6–3                |
| 2013 | Richard Gasquet           | Nikolay Davydenko     | 3–6, 7–6(7–4), 6–3      |
| 2014 | Rafael Nadal              | Gaël Monfils          | 6–1, 6–7(5–7), 6–2      |
| 2015 | David Ferrer              | Tomáš Berdych         | 6–4, 7–5                |
| 2016 | Novak Djokovic            | Rafael Nadal          | 6–1, 6–2                |
| 2017 | Novak Djokovic (2)        | Andy Murray           | 6–3, 5–7, 6–4           |
| 2018 | Gaël Monfils              | Andrei Rubliov        | 6–2, 6–3                |
| 2019 | Roberto Bautista Agut     | Tomáš Berdych         | 6–4, 3–6, 6–3           |
| 2020 | Andrei Rubliov            | Corentin Moutet       | 6–2, 7–6(7–3)           |
| 2021 | Nikoloz Basilașvili       | Roberto Bautista Agut | 7–6(7–5), 6–2           |
| 2022 | Roberto Bautista Agut (2) | Nikoloz Basilașvili   | 6–3, 6–4                |
| 2023 | Daniil Medvedev           | Andy Murray           | 6–4, 6–4                |
| 2024 | Karen Haceanov            | Jakub Menšík          | 7–6(14–12), 6–4         |
| 2025 | Andrei Rubliov (2)        | Jack Draper           | 7–5, 5–7, 6–1           |

### Dublu
| An   | Campioni                               | Finaliști                                  | Scor                    |
| ---- | -------------------------------------- | ------------------------------------------ | ----------------------- |
| 1993 | Boris Becker Patrik Kühnen             | Shelby Cannon Scott Melville               | 6–2, 6–4                |
| 1994 | Olivier Delaître Stephane Simian       | Shelby Cannon Byron Talbot                 | 6–3, 6–3                |
| 1995 | Stefan Edberg Magnus Larsson           | Andrei Olhovskiy Jan Siemerink             | 7–6, 6–2                |
| 1996 | Mark Knowles Daniel Nestor             | Jacco Eltingh Paul Haarhuis                | 7–6, 6–3                |
| 1997 | Jacco Eltingh Paul Haarhuis            | Patrik Fredriksson Magnus Norman           | 6–3, 6–2                |
| 1998 | Mahesh Bhupathi Leander Paes           | Olivier Delaître Fabrice Santoro           | 6–4, 3–6, 6–4           |
| 1999 | Alex O'Brien Jared Palmer              | Piet Norval Kevin Ullyett                  | 6–3, 6–4                |
| 2000 | Mark Knowles (2) Max Mirnyi            | Alex O'Brien Jared Palmer                  | 6–3, 6–4                |
| 2001 | Mark Knowles (3) Daniel Nestor         | Juan Balcells Andrei Olhovskiy             | 6–3, 6–1                |
| 2002 | Donald Johnson Jared Palmer (2)        | Jiří Novák David Rikl                      | 6–3, 7–6(7–5)           |
| 2003 | Martin Damm Cyril Suk                  | Mark Knowles Daniel Nestor                 | 6–4, 7–6(10–8)          |
| 2004 | Martin Damm (2) Cyril Suk (2)          | Stefan Koubek Andy Roddick                 | 6–2, 6–4                |
| 2005 | Albert Costa Rafael Nadal              | Andrei Pavel Mikhail Youzhny               | 6–3, 4–6, 6–3           |
| 2006 | Jonas Björkman Max Mirnyi (2)          | Christophe Rochus Olivier Rochus           | 2–6, 6–3, [10–8]        |
| 2007 | Nenad Zimonjić Mikhail Youzhny         | Martin Damm Leander Paes                   | 6–1, 7–6(7–3)           |
| 2008 | Philipp Kohlschreiber David Škoch      | Jeff Coetzee Wesley Moodie                 | 6–4, 4–6, [11–9]        |
| 2009 | Marc López Rafael Nadal (2)            | Daniel Nestor Nenad Zimonjić               | 4–6, 6–4, [10–8]        |
| 2010 | Guillermo García-López Albert Montañés | František Čermák Michal Mertiňák           | 6–4, 7–5                |
| 2011 | Marc López (2) Rafael Nadal (3)        | Daniele Bracciali Andreas Seppi            | 6–3, 7–6(7–4)           |
| 2012 | Filip Polášek Lukáš Rosol              | Christopher Kas Philipp Kohlschreiber      | 6–3, 6–4                |
| 2013 | Christopher Kas Philipp Kohlschreiber  | Julian Knowle Filip Polášek                | 7–5, 6–4                |
| 2014 | Tomáš Berdych Jan Hájek                | Alexander Peya Bruno Soares                | 6–2, 6–4                |
| 2015 | Juan Mónaco Rafael Nadal (4)           | Julian Knowle Philipp Oswald               | 6–3, 6–4                |
| 2016 | Feliciano López Marc López (3)         | Philipp Petzschner Alexander Peya          | 6–4, 6–3                |
| 2017 | Jérémy Chardy Fabrice Martin           | Vasek Pospisil Radek Štěpánek              | 6–4, 7–6(7–3)           |
| 2018 | Oliver Marach Mate Pavić               | Jamie Murray Bruno Soares                  | 6–2, 7–6(8–6)           |
| 2019 | David Goffin Pierre-Hugues Herbert     | Robin Haase Matwé Middelkoop               | 5–7, 6–4, [10–4]        |
| 2020 | Rohan Bopanna Wesley Koolhof           | Luke Bambridge Santiago González           | 3–6, 6–2, [10–6]        |
| 2021 | Aslan Karatsev Andrei Rubliov          | Marcus Daniell Philipp Oswald              | 7–5, 6–4                |
| 2022 | Wesley Koolhof (2) Neal Skupski        | Rohan Bopanna Denis Shapovalov             | 7–6(7–4), 6–1           |
| 2023 | Rohan Bopanna (2) Matthew Ebden        | Constant Lestienne Botic van de Zandschulp | 6–7(5–7), 6–4, [10–6]   |
| 2024 | Jamie Murray Michael Venus             | Lorenzo Musetti Lorenzo Sonego             | 6–7-6(7-0), 2-6, [10-8] |
| 2025 | Julian Cash Lloyd Glasspool            | Joe Salisbury Neal Skupski                 | 6–3, 6–2                |